# Danh sách đảo theo tên (W)
Danh sách dưới đây liệt kê các đảo bắt đầu bằng ký tự W.
Đây là một danh sách chưa hoàn tất, và có thể sẽ không bao giờ thỏa mãn yêu cầu hoàn tất. Bạn có thể đóng góp bằng cách mở rộng nó bằng các thông tin đáng tin cậy.
A - B - C - D - Đ - E - F - G - H - I - J - K - L - M - N - O - P - Q - R - S - T - U - V - W - X - Y - Z

## W
| Tên đảo              | Quần đảo / Nhóm đảo                                  | Quốc gia                                                                                               |
| -------------------- | ---------------------------------------------------- | --- |
| Wabash               | Ohio River, Kentucky                                 | Hoa Kỳ                                                                                                 |
| Waderick Wells Cay   | Bahamas                                              | Bahamas                                                                                                |
| Wades                | Potomac River, Maryland                              | Hoa Kỳ                                                                                                 |
| Wadmalaw             | South Carolina                                       | Hoa Kỳ                                                                                                 |
| Waglan               | Po Toi Islands, Hồng Kông                            | Trung Quốc                                                                                             |
| Waigeo               | Raja Ampat Islands                                   | Indonesia                                                                                              |
| Waiheke              | Hauraki Gulf                                         | New Zealand                                                                                            |
| Wakde                | Papua                                                | Indonesia                                                                                              |
| Wake                 | Wake Island, Thái Bình Dương                         | Hoa Kỳ                                                                                                 |
| Wakenaam             | Essequibo River                                      | Guyana                                                                                                 |
| Walcheren            | Zeeland                                              | Hà Lan                                                                                                 |
| Waldron              | San Juan Islands, Washington                         | Hoa Kỳ                                                                                                 |
| Wales                | Nunavut                                              | Canada                                                                                                 |
| Walfisch             | Bay of Wismar Mecklenburg-Vorpommern                 | Đức |
| Walker Cay           | Bahamas                                              | Bahamas                                                                                                |
| Walkers              | Horseshoe Lake, Illinois                             | Hoa Kỳ                                                                                                 |
| Wall                 | Georgian Bay, Ontario                                | Canada                                                                                                 |
| Wall                 | Bản mẫu:Country data Western Úc                      | Úc |
| Wallis               | Wallis and Futuna                                    | Pháp                                                                                                   |
| Walpole              | Ontario                                              | Canada                                                                                                 |
| Walrus               | Pribilof Islands, Alaska                             | Hoa Kỳ                                                                                                 |
| Water Cay            | Bahamas, Turks and Caicos Islands                    | Vương quốc Anh                                                                                         |
| Water Cay            | Bahamas                                              | Bahamas                                                                                                |
| Water Cay            | Tiểu Antilles, U.S. Virgin Islands                   | Hoa Kỳ                                                                                                 |
| Watermelon Cay       | Tiểu Antilles, U.S. Virgin Islands                   | Hoa Kỳ                                                                                                 |
| Wangerooge           | East Frisian Islands, Lower Saxony                   | Đức |
| Warbah               | Vịnh Ba Tư                                           | Kuwait                                                                                                 |
| Ward                 | Rhode Island                                         | Hoa Kỳ                                                                                                 |
| Ward's               | Boston Harbor, Massachusetts                         | Hoa Kỳ                                                                                                 |
| Wards                | East River, New York                                 | Hoa Kỳ                                                                                                 |
| Warnie Kępy          | Oder Lagoon islands                                  | Ba Lan                                                                                                 |
| Washington           | Lake Michigan, Wisconsin                             | Hoa Kỳ                                                                                                 |
| Washington           | New York                                             | Hoa Kỳ                                                                                                 |
| Washington           | Minnesota                                            | Hoa Kỳ                                                                                                 |
| Washington           | Michigan                                             | Hoa Kỳ                                                                                                 |
| Washington's Landing | Allegheny River, Pennsylvania                        | Hoa Kỳ                                                                                                 |
| Watford              | Bermuda                                              | Vương quốc Anh                                                                                         |
| Watkins              | Potomac River, Maryland                              | Hoa Kỳ                                                                                                 |
| Watling              | Bermuda                                              | Vương quốc Anh                                                                                         |
| Watling              | Bahamas                                              | Bahamas                                                                                                |
| Watson               | Biscayne Bay, Florida                                | Hoa Kỳ                                                                                                 |
| Wax Cay              | Bahamas                                              | Bahamas                                                                                                |
| Wayland              | Thimble Islands, Connecticut                         | Hoa Kỳ                                                                                                 |
| Weatherford Cay      | Bahamas                                              | Bahamas                                                                                                |
| Weddell              | Quần đảo Falkland                                    | Vương quốc Anh                                                                                         |
| Weepecket            | Elizabeth Islands, Massachusetts                     | Hoa Kỳ                                                                                                 |
| Welk Rocks           | Tiểu Antilles, U.S. Virgin Islands                   | Hoa Kỳ                                                                                                 |
| Well Cay             | Bahamas                                              | Bahamas                                                                                                |
| Wellesley            | Lake Rosseau Ontario                                 | Canada                                                                                                 |
| Wellesley            | Thousand Islands, St. Lawrence River, New York       | Hoa Kỳ                                                                                                 |
| Wellington Island    | Antártica Chilena Province                           | Chile                                                                                                  |
| Wells                | Ohio River, West Virginia                            | Hoa Kỳ                                                                                                 |
| West Brother         | The Brothers, Hồng Kông                              | Trung Quốc                                                                                             |
| West Caicos          | Bahamas, Turks and Caicos Islands                    | Vương quốc Anh                                                                                         |
| West Cay             | Bahamas                                              | Bahamas                                                                                                |
| West Cay             | Leeward Islands of the Tiểu Antilles, Anguilla       | Vương quốc Anh                                                                                         |
| West Cay             | Tiểu Antilles, U.S. Virgin Islands                   | Hoa Kỳ                                                                                                 |
| West Crib            | Thimble Islands, Connecticut                         | Hoa Kỳ                                                                                                 |
| West                 | Rhode Island                                         | Hoa Kỳ                                                                                                 |
| West Dog             | British Virgin Islands                               | Vương quốc Anh                                                                                         |
| West Falkland        | Quần đảo Falkland                                    | Vương quốc Anh                                                                                         |
| West Linga           | Quần đảo Shetland                                    | Scotland                                                                                               |
| West Point           | Quần đảo Falkland                                    | Vương quốc Anh                                                                                         |
| West Sand Spit       | Bahamas, Turks and Caicos Islands                    | Vương quốc Anh                                                                                         |
| West Ship            | Mississippi                                          | Hoa Kỳ                                                                                                 |
| West Shroud Cay      | Bahamas                                              | Bahamas                                                                                                |
| West Sister          | Lake Erie, Ohio                                      | Hoa Kỳ                                                                                                 |
| West Summerland Key  | Florida Keys, Florida                                | Hoa Kỳ                                                                                                 |
| West York            | Quần đảo Trường Sa                                   | Tranh chấp giữa: · Trung Quốc, · Trung Hoa Dân Quốc, · Việt Nam, · Brunei, · Philippines và · Malaysia |
| Westcott             | Bermuda                                              | Vương quốc Anh                                                                                         |
| Western              | Georgian Bay, Ontario                                | Canada                                                                                                 |
| Western Duck         | Lake Huron, Ontario                                  | Canada                                                                                                 |
| Westham              | British Columbia                                     | Canada                                                                                                 |
| Weston               | James Bay, Nunavut                                   | Canada                                                                                                 |
| Westport             | Sông Mississippi, Missouri                           | Hoa Kỳ                                                                                                 |
| Westray              | The North Isles, Bản mẫu:Country data Orkney Islands | Scotland                                                                                               |
| Wet Cay              | Bahamas                                              | Bahamas                                                                                                |
| Wetar                | Maluku Islands                                       | Indonesia                                                                                              |
| Whakaari             | Bay of Plenty                                        | New Zealand                                                                                            |
| Whale Cay            | Bahamas                                              | Bahamas                                                                                                |
| Whale                | Bermuda                                              | Vương quốc Anh                                                                                         |
| Whale                | Bay of Plenty                                        | New Zealand                                                                                            |
| Whaelback            | New Hampshire                                        | Hoa Kỳ                                                                                                 |
| Whalers              | Bermuda                                              | Vương quốc Anh                                                                                         |
| Whalsay              | Quần đảo Shetland                                    | Scotland                                                                                               |
| Whanganui            | Hauraki Gulf                                         | New Zealand                                                                                            |
| Wheatland Bar        | Willamette River, Oregon                             | Hoa Kỳ                                                                                                 |
| Wheeler              | Kanawha River, West Virginia                         | Hoa Kỳ                                                                                                 |
| Wheeling             | Ohio River, West Virginia                            | Hoa Kỳ                                                                                                 |
| Whidbey              | Puget Sound, Washington                              | Hoa Kỳ                                                                                                 |
| Whistling Cay        | Tiểu Antilles, U.S. Virgin Islands                   | Hoa Kỳ                                                                                                 |
| White Cay            | Bahamas                                              | Bahamas                                                                                                |
| White Cay            | Bahamas, Turks and Caicos Islands                    | Vương quốc Anh                                                                                         |
| White                | Otago                                                | New Zealand                                                                                            |
| White                | Bay of Plenty                                        | New Zealand                                                                                            |
| Whitsunday           | Whitsunday Islands                                   | Úc |
| White                | Lower Lough Erne, Bắc Ireland                        | Vương quốc Anh                                                                                         |
| White                | Nunavut                                              | Canada                                                                                                 |
| White                | Windward Islands of the Tiểu Antilles                | Grenada                                                                                                |
| White                |                                                      | Châu Nam Cực                                                                                           |
| White                | Ross Archipelago                                     | Châu Nam Cực                                                                                           |
| White                | Isles of Shoals, New Hampshire                       | Hoa Kỳ                                                                                                 |
| White                | Bermuda                                              | Vương quốc Anh                                                                                         |
| White                | Bermuda                                              | Vương quốc Anh                                                                                         |
| White Bay Cay        | Bahamas                                              | Bahamas                                                                                                |
| White Cloud          | Georgian Bay, Ontario                                | Canada                                                                                                 |
| Whitefish            | Lake Huron Ontario                                   | Canada                                                                                                 |
| White Head           | New Brunswick                                        | Canada                                                                                                 |
| Wicked Will          | Leeward Islands of the Tiểu Antilles                 | Antigua and Barbuda                                                                                    |
| Wiegand              | Belcher Islands, Nunavut                             | Canada                                                                                                 |
| Wild Horse           | Flathead Lake, Montana                               | Hoa Kỳ                                                                                                 |
| Wielki Krzek         | Oder Lagoon islands                                  | Ba Lan                                                                                                 |
| Wight                | Quần đảo Anh                                         | Vương quốc Anh                                                                                         |
| Wilhelmøya           | Svalbard                                             | Na Uy                                                                                                  |
| Wilkes               | Wake Island, Thái Bình Dương                         | Hoa Kỳ                                                                                                 |
| Willemberg           | Tiểu Antilles, Bản mẫu:Country data Hà Lan Antilles  | Kingdom of the Hà Lan                                                                                  |
| Williams             | Tennessee River, Tennessee                           | Hoa Kỳ                                                                                                 |
| Williamson           | Ohio River, West Virginia                            | Hoa Kỳ                                                                                                 |
| Willingdon           | Kochi, Kerala                                        | Ấn Độ                                                                                                  |
| Willow               | Willamette River, Oregon                             | Hoa Kỳ                                                                                                 |
| Wilmington           | Kankakee River, Illinois                             | Hoa Kỳ                                                                                                 |
| Wilson Cay           | Bahamas                                              | Bahamas                                                                                                |
| Wilson               | Bermuda                                              | Vương quốc Anh                                                                                         |
| Wilson               | Kanawha River, West Virginia                         | Hoa Kỳ                                                                                                 |
| Wiltshires Cay       | Bahamas                                              | Bahamas                                                                                                |
| Windermere           | Bahamas                                              | Bahamas                                                                                                |
| Windley              | Florida Keys, Florida                                | Hoa Kỳ                                                                                                 |
| Windsor              | Willamette River, Oregon                             | Hoa Kỳ                                                                                                 |
| Wislow               | Fox Islands group of the Aleutian Islands, Alaska    | Hoa Kỳ                                                                                                 |
| Wiszowa Kępa         | Oder Lagoon islands                                  | Ba Lan                                                                                                 |
| Witten Towhead       | Ohio River, West Virginia                            | Hoa Kỳ                                                                                                 |
| Wizard               | Crater Lake, Oregon                                  | Hoa Kỳ                                                                                                 |
| Wolfe                | Lake Ontario, Ontario                                | Canada                                                                                                 |
| Wolin                | Biển Baltic                                          | Ba Lan                                                                                                 |
| Wong Wan Chau        | Hồng Kông                                            | Trung Quốc                                                                                             |
| Wood Cay             | Bahamas                                              | Bahamas                                                                                                |
| Woods                | Lake Champlain, Vermont                              | Hoa Kỳ                                                                                                 |
| Woolen Dean Cay      | Bahamas                                              | Bahamas                                                                                                |
| Wotho Atoll          | Ralik Chain                                          | Quần đảo Marshall                                                                                      |
| Wotje Atoll          |                                                      | Quần đảo Marshall                                                                                      |
| Wrangel              | Chukotka Autonomous Okrug                            | Nga |
| Wrangell             | Alexander Archipelago, Alaska                        | Hoa Kỳ                                                                                                 |
| Wreck                | Georgian Bay, Ontario                                | Canada                                                                                                 |
| Wuvulu               | Bismarck Archipelago                                 | Papua New Guinea                                                                                       |
| Wydrza Kępa          | Oder Lagoon islands                                  | Ba Lan                                                                                                 |
| Wyre                 | The North Isles, Bản mẫu:Country data Orkney Islands | Scotland                                                                                               |